# Лагай, Харм
Харм Лагай (нидерл. Harm Lagaaij, род. 28 декабря 1946, Гаага) — голландский автомобильный дизайнер. Получив образование в Нидерландах, он закончил обучение в IVA и перешел на работу в голландскую компанию Olyslager в Зоесте.
В конце 1960-х годов Лагай начал работать в Simca, а с 1971 года — в Porsche. Он работал в команде по разработке Porsche 911 и проектировал Porsche 924. С 1977 года Лагай работал начальником отдела дизайна в Ford в Кельне, а в 1985 году перешел на BMW.
Lagaay разработал спортивный автомобиль BMW Z1 с электрическими дверями, скрывающимися под шасси автомобиля, и легко заменяемыми панелями кузова. Этот автомобиль был слишком продвинут для своего времени и не имел коммерческого успеха, так как было продано только 8000 автомобилей. Сегодня BMW Z1 является коллекционным предметом.
Он вернулся в Porsche в 1989 году в качестве руководителя отдела «Style Porsche» в Вайссахе. А также Porsche того периода — Porsche 968, Porsche 993 (поколение 911 1993—1997 годов, за которое также зачисляют англичанина Тони Хэттера), Boxster, Cayenne, 996 (совершенно новый 911 1997 года), Carrera Г. Т. — он также курировал работу компании для внешних клиентов.
Он ушел из Porsche в июле 2004 года, а за ним последовал Михаэль Мауэр из Германии.